# 1221
- Wikisource

| Calendário gregoriano                                                        | 1221 MCCXXI                                          |
| Ab urbe condita                                                              | 1974                                                 |
| Calendário arménio                                                           | 670 – 671                                            |
| Calendário bahá'í                                                            | -623 – -622                                          |
| Calendário budista                                                           | 1765                                                 |
| Calendário chinês                                                            | 3917 – 3918 Início a 26 de janeiro (aproximadamente) |
| Calendário copta                                                             | 937 – 938                                            |
| Calendário etíope                                                            | 1213 – 1214                                          |
| Calendários hindus - Vikram Samvat - Calendário nacional indiano - Cáli Iuga | 1276 – 1277 1142 – 1143 4321 – 4322                  |
| Calendário Holoceno                                                          | 11221                                                |
| Calendário islâmico                                                          | 618 – 619                                            |
| Calendário judaico                                                           | 4981 – 4982                                          |
| Calendário persa                                                             | 599 – 600                                            |
| Calendário rúnico                                                            | 1471                                                 |
| Calendário solar tailandês                                                   | 1764                                                 |

1221 (MCCXXI, na numeração romana) foi um ano comum do século XIII do Calendário Juliano, da Era de Cristo, a sua letra dominical foi C (52 semanas), teve início a uma sexta-feira e terminou também a uma sexta-feira.
| Ano completo                       |
| ---------------------------------- |
| Ano comum com início à sexta-feira |

## Eventos
- Santo António de Lisboa assiste em Assis à reunião do Capítulo Geral da Ordem Franciscana, com a presença do fundador, São Francisco de Assis.
- Caicobado I, sultão de Rum, conquista Alânia a Kir Fard nobre rubénida do Reino Arménio da Cilícia.

## Mortes
- Teodoro I Láscaris  foi imperador de Niceia entre (1204 e 1221), n. em 1174.
- 21 de outubro - Alice de Thouars, Duquesa titular da Bretanha (m. 1201)